# Île du Loc'h
Pour les articles homonymes, voir Loc'h (homonymie).
L'île du Loc'h est une île de l'archipel de Glénan au sud de Fouesnant dans le Finistère.

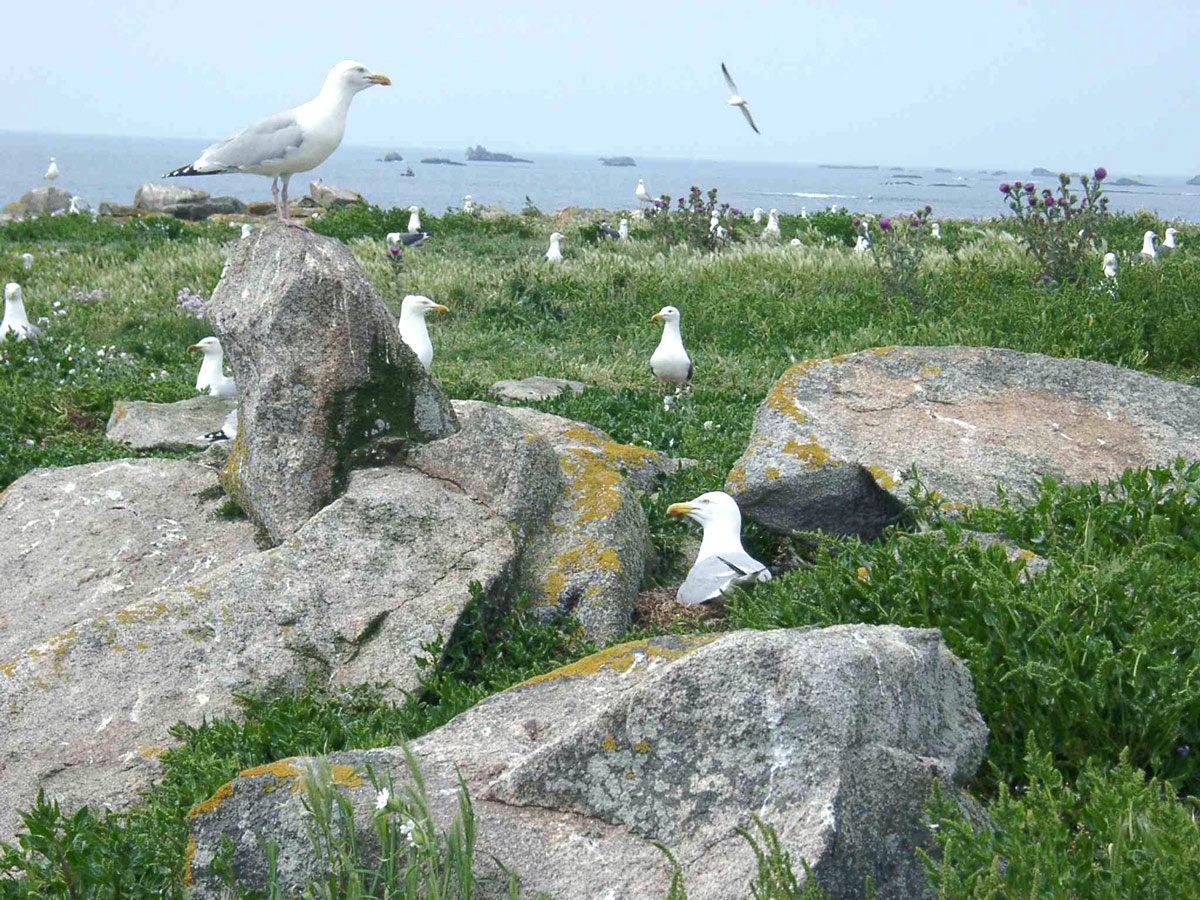
Colonie mixte de goélands argentés et de goélands bruns sur l'île du Loc'h

C'est la plus grande île de l'archipel en superficie et la famille Bolloré la détient par bail emphytéotique. Elle compte une ancienne ferme et un étang d'eau saumâtre aux bords marécageux situé en son milieu. 

## Histoire
Le baron Fortuné Halna du Fretay tenta l'exploitation d'une pisciculture dans cet étang. Il modernisa également les techniques de brûlage du goémon en faisant construire un véritable four d'usine en 1874. La cheminée de cette ancienne installation de fabrication de soude sert maintenant d'amer. 
Chaque été, jusqu'à la fin des années 1940, les goémoniers du Léon fréquentaient l'île,.

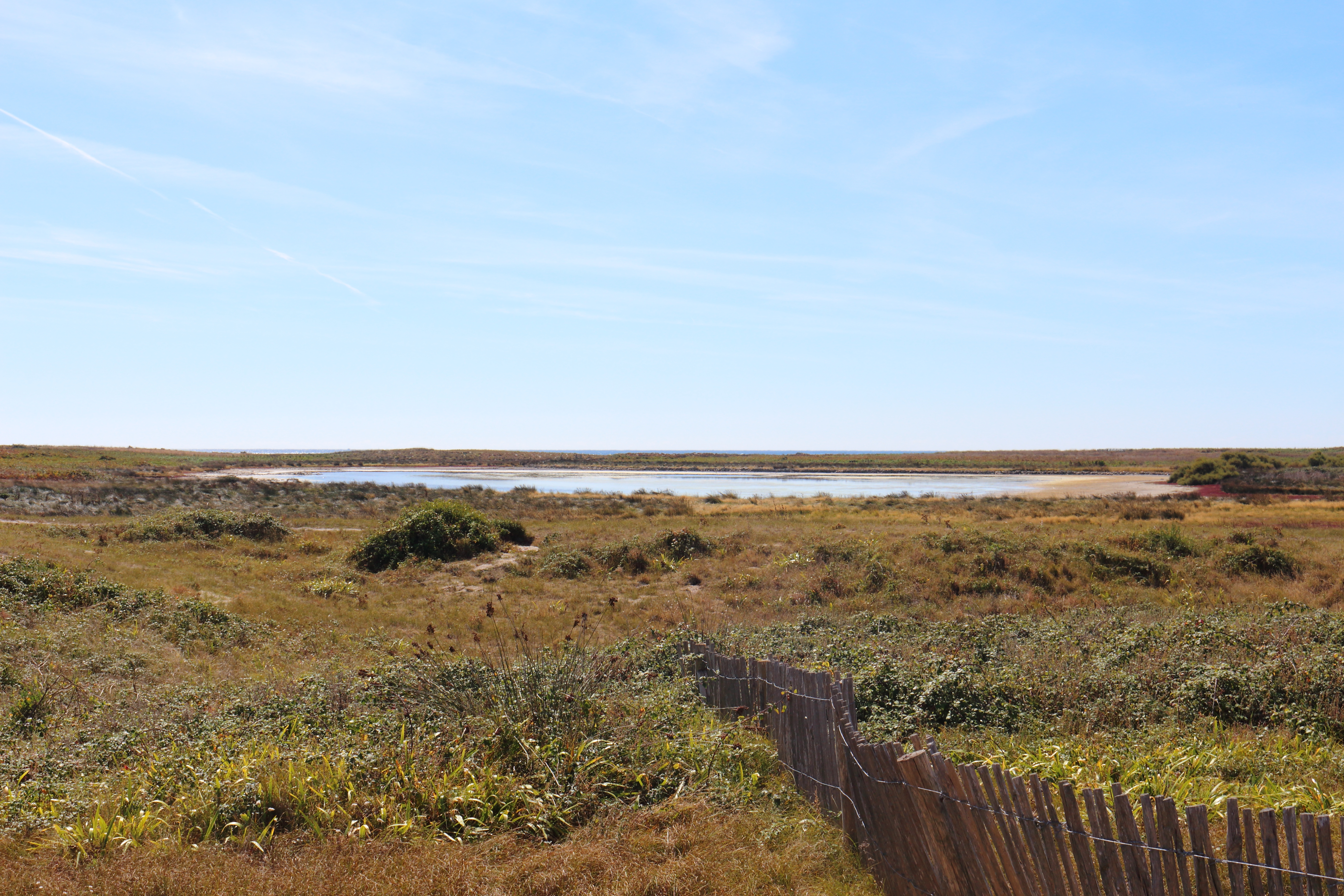
L'étang
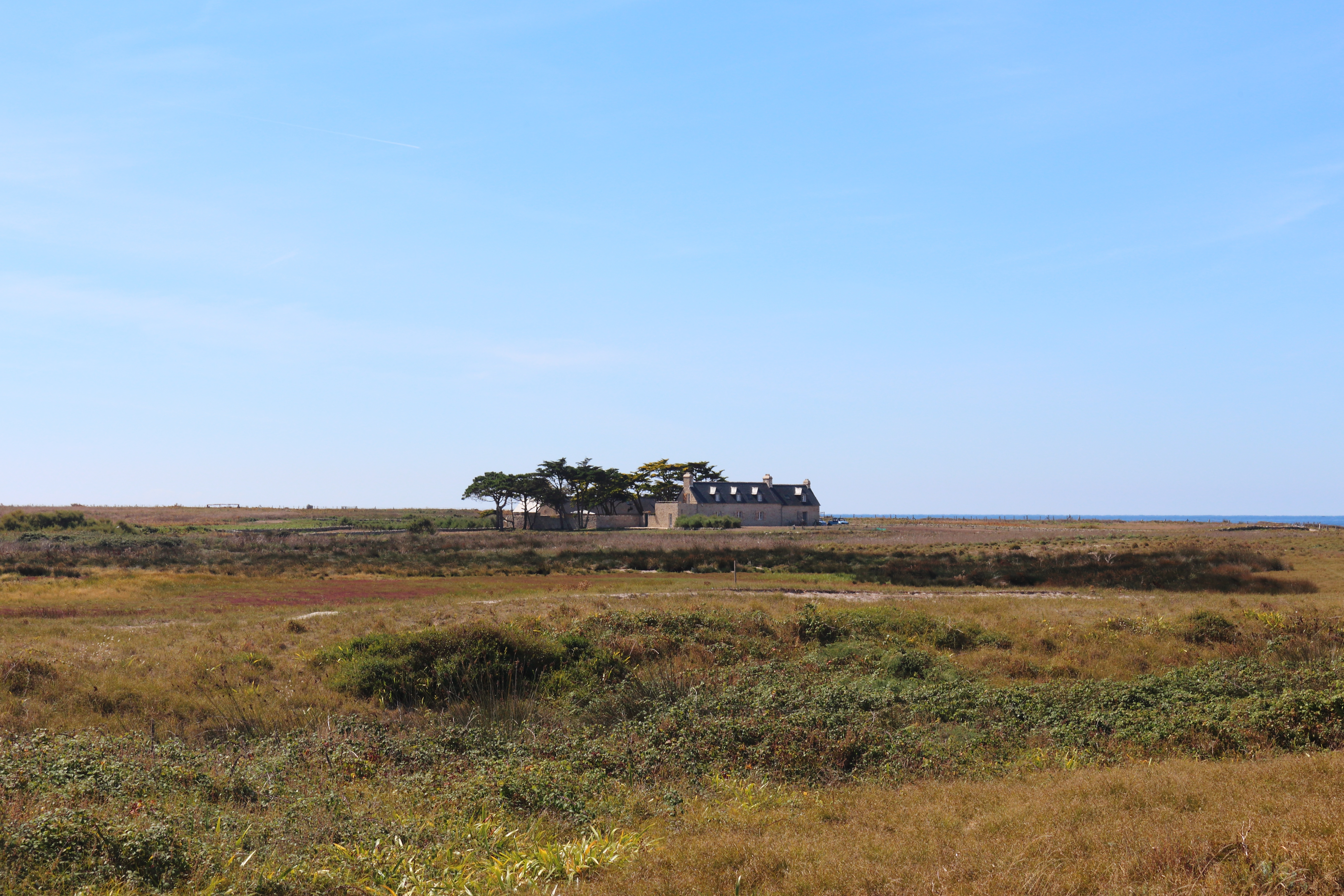
Les bâtiments

Lors des étés 1947 et 1948, la famille Bolloré met l'île du Loc'h à disposition d'Hélène et Philippe Vianney pour l'organisation d'un camp d'été pour les jeunes ; ce camp s'installera ensuite à Penfret et deviendra le Centre nautique des Glénans.

## Légende
Une légende sur La Fée des îles  (aussi appelée La Groac’h de l’Île du Lok) est rattachée à cette île : un certain Houlan Pogam, de Lannilis, ne pouvait se marier avec sa cousine Bella Postic, car il était trop pauvre. Il se rendit alors dans l'île du Loc'h où il avait entendu dire que vivait, dans un manoir, une fée dotée de pouvoirs merveilleux. La fée était en fait une sorcière qui le transforma en grenouille verte. Il fut sauvé par sa fiancée qui disposait de talismans. Tous deux délivrèrent alors les malheureux qui étaient retenus prisonniers dans les filets magiques de la sorcière, s'emparèrent de son trésor et revinrent à Lannilis où leurs noces furent enfin célébrées.

## Propriété
Jusqu'à la Révolution française, l'archipel des Glénan appartient à l'abbaye Saint-Gildas de Rhuys. Elle est vendue comme bien national en 1791 à Alain de Kernaflen de Kergos, magistrat à Quimper.
Depuis 1924, la famille Bolloré détient un bail emphytéotique sur l'île du Loc'h. Elle y passe les mois d'été en villégiature.
En 2015, à la demande de l'association de défense de l'environnement SEPNB-Bretagne Vivante, la société Bolloré a été condamnée par le tribunal de Quimper pour des travaux non autorisés.
L'île est désormais interdite d'accès au public, hormis les plages situées sur le domaine public maritime. En 2024, La Lettre révèle que Vincent Bolloré emploie le militant néonazi Marc de Cacqueray-Valménier dans son équipe de gardiennage de l'île,,.

## Pour approfondir